# Calathotarsus fangioi
Espèce
Calathotarsus fangioi est une espèce d'araignées mygalomorphes de la famille des Migidae.

## Distribution
Cette espèce est endémique de la province de Buenos Aires en Argentine.

## Description
Le mâle holotype mesure 9,15 mm et la femelle paratype 10,95 mm.

## Étymologie
Cette espèce est nommée en l'honneur de Juan Manuel Fangio.

## Publication originale
- Ferretti, Soresi, González & Arnedo, 2019 : An integrative approach unveils speciation within the threatened spider Calathotarsus simoni (Araneae: Mygalomorphae: Migidae). Systematics and Biodiversity, vol. 17, no 5, p. 439-457.